# Rejnfan-slægten
Rejnfan-slægten (Tanacetum) er en slægt, der er udbredt i de tempererede eller subtropiske dele af Nordafrika, Europa, Asien og Nordamerika med ca. 70 arter. Det er i reglen flerårige urter, men enårige urter og halvbuske forekommer også. Det er aromatisk lugtende planter, der danner jordstængler. Bladene sidder spredt og er oftest fjersnitdelte. Blomsterne sidder oftest samlet i kurve, som atter danner halvskærme. Skærmene indeholder op til 21 tungeblomster og 60-300 rørblomster. Tungeblomsterne er gule eller hvide, mens rørblomsterne er gule. Frugterne er ribbede nødder med fnok.
Her beskrives kun de mest almindeligt dyrkede eller vildtvoksende arter.
| Beskrevne arter |

- Balsam (Tanacetum balsamita)
- Matrem (Tanacetum parthenium)
- Rejnfan (Tanacetum vulgare)
- Rosenkrave (Tanacetum coccineum)
- Skærmokseøje (Tanacetum corymbosum)

| Andre arter |

| - Tanacetum abrotanifolium - Tanacetum achilleifolium - Tanacetum atkinsonii - Tanacetum bipinnatum - Tanacetum camphoratum - Tanacetum cinerariifolium - Tanacetum huronense | - Tanacetum macrophyllum - Tanacetum niveum - Tanacetum parthenifolium - Tanacetum pinnatum - Tanacetum polycephalum - Tanacetum poteriifolium - Tanacetum ptarmiciflorum |